# Liste des évêques de Sandomierz
Liste des évêques de Sandomierz :
1818 – 1818 : Szczepan Hołowczyc (de)
1819 – 1830 : Adam Prosper Burzyński
1840 – 1842 : Klemens Bąkiewicz
1844 – 1852 : Józef Joachim Goldtman
1859 – 1880 : Józef  Michał Juszyński
1883 – 1901 : Antoni Ksawery Sotkiewicz
1902 – 1908 : Stefan Aleksander Zwierowicz (de)
1910 – 1930 : Marian Józef Ryx
1930 – 1934 : Włodzimierz Jasiński
1936 – 1967 : Jan Kanty Lorek
1968 – 1980 : Piotr Gołebiowski
1981 – 1992 : Edward Materski
1992 – 2002 : Wacław Świerzawski
2002 - 2009 : Andrzej Dzięga (de)
2009 -          : Krzysztof Nitkiewicz